# Javier Salinas Viñals
Javier Salinas Viñals (ur. 23 stycznia 1948 w Walencji) – hiszpański duchowny katolicki, biskup pomocniczy Walencji w latach 2016–2023.

## Życiorys

### Prezbiterat
Święcenia kapłańskie otrzymał 23 czerwca 1974 i został inkardynowany do archidiecezji Walencji. Był m.in. wychowawcą w niższym seminarium, delegatem biskupim ds. katechezy oraz wikariuszem biskupim.

### Episkopat
26 maja 1992 papież Jan Paweł II mianował go biskupem ordynariuszem diecezji Ibiza. Sakry biskupiej udzielił mu 6 września 1992 ówczesny nuncjusz w Hiszpanii - abp Mario Tagliaferri.
5 września 1997 został przeniesiony do diecezji Tortosa.
16 listopada 2012 papież Benedykt XVI mianował do ordynariuszem diecezji Majorka. Ingres odbył się 12 stycznia 2013.
8 września 2016 został przeniesiony na urząd biskupa pomocniczego Walencji, ze stolicą tytularną Forum Clodii.
13 lutego 2023 papież Franciszek przyjął jego rezygnację z urzędu biskupa pomocniczego Walencji.